# 三日月号驱逐舰
三日月号驱逐舰是一艘旧日本海军的睦月型驱逐舰，该型驱逐舰于20世纪20年代建造。太平洋战争开始时，该舰停泊在本土担任执行训练任务航母的护卫工作。1942年中期，在中途岛海战中，该舰并未参与交战。次年被用做执行日本到台湾的输送任务。1943年中期，三日月号被送往所罗门群岛，最终在触礁搁浅后被美军轰炸机击沉。
睦月型驱逐舰是神风型驱逐舰的改良型，亦为最早装备三联装61厘米（24英寸）鱼雷管的驱逐舰。该型舰全长为102.4米（335英尺11英寸），垂线间长为94.54米（310英尺2英寸）；横梁长为9.16米（30英尺1英寸），而平均吃水深度为2.96米（9英尺9英寸）。睦月型驱逐舰正常排水量为1,336公吨（1,315长吨），而深载排水量为1,800公吨（1,772长吨）。动力系统为由4座吕号舰本式锅炉提供蒸汽的2座舰政本部式涡轮发动机；两者各驱动一根螺旋桨传动轴。这些涡轮的设计输出功率为38,500匹轴马力（28,700千瓦特），能将睦月型推动至37.25节（68.99千米每小时；42.87英里每小时）。睦月型携带了420公吨（413长吨）的重油，使其续航距离在15节（28千米每小时；17英里每小时）可达4,000海里（7,400千米；4,600英里）。乘员150人。
睦月型驱逐舰的主要武装为4门45口径三年式12cm舰炮，一门位于上部构造之前，一门在两座烟囱间，而最后一对背对背位于后方上部构造顶端。这些炮由前往后编号1到4号。该型舰携带了两座水面以上的三联装61cm鱼雷管；1座位于前方上部结构与舰炮之间，而另一座位于后方烟囱与后方上部结构之间，每座鱼雷管备弹4发。该型舰携带了18枚深水炸弹，也可携带16枚水雷或扫雷具。
三日月是六艘在1935-1936年接受改装的睦月级驱逐舰之一。其船体得到了加固，烟囱改成了倾斜式并且在鱼雷发射管上安装了护盾。1941-1942年，这其中大部分船只拆除了第二和第三炮塔，改造成了高速运输船。并且，还安装了十挺九六式25毫米高射机炮以及至少两门九三式13.2毫米防空机枪。四台深水炸弹投射机取代了原来的扫雷具，并且携带了36枚深水炸弹。改造结束后，这些驱逐舰的航速降至34节且排水量增至1944吨（标准排水量）。1942-1943年，又增设了更多的25毫米机枪。

## 舰历
三日月号驱逐舰，由佐世保海军工厂建造，于1925年8月21日开工，次年7月12日下水并于1927年5月5日完工。该舰最开始编号为第三十二驱逐舰，直到1928年8月1日才更名为三日月号驱逐舰。在20世纪30年代末期，该舰参加了第二次中日战争，负责掩护部队登陆。

### 太平洋战争
日军袭击珍珠港时，三日月号隶属于第一舰队第三航空战队，驻扎在本土担任航空母舰凤翔和瑞凤的护卫任务。
1942年6月4日-5日中途岛海战时，三日月号随第三航空战队加入近藤新竹的登陆部队，因此并未参加战斗。此战之后，三日月号被编入南西方面舰队。
从1942年7月到1943年3月，三日月号一直在门司区和台湾之间执行输送任务。从3月末到1943年6月10日，三日月号在佐世保海军工厂接受改装，这之后它加入了位于拉包尔的第八舰队第3水雷战队第30驱逐队。
从1943年6月末到7月，三日月号被用作高速运输舰执行“东京快车”输送任务，向科隆班加拉岛运输人员和物资。7月5-6日，三日月号参加了库拉湾海战，在炮火中运输海军特别陆战队登陆。三日月号也在科隆班加拉岛战役中提供掩护。
1943年7月27日，三日月号在一次运兵任务中在新不列颠岛的格罗斯特角触礁搁浅。次日晨，三日月号被美国的B-25轰炸机炸沉，8人死亡。三日月号于1943年10月15日除籍。

## 引用
1. ↑  Watts & Gordon, pp. 265–66
2. 1 2 3  Whitley, p. 191
3. 1 2 3  Jentschura, Jung & Mickel, p. 143
4. 1 2  Chesneau, p. 192
5. 1 2 3  Nevitt
6. 1 2  Watts & Gordon, p. 267
7. ↑  #ミッドウエー海戦日誌(1)pp.3-4『別報第二　MI作戦部隊兵力部署』
8. ↑  Dull. A Battle History of the Imperial Japanese Navy
9. ↑  Morison. The Struggle for Guadalcanal
10. ↑  #S1806二水戦日誌(1)pp.56-59『四.被害(ロ)船体兵器機関(二)交戦ニ依ルモノ　三日月:機械室右舷水線附近命中弾1、破孔1、横4.5米縦1.5米　浸水船体屈曲中小破孔各部ニ亘リ無数、通信不能』
11. ↑  #内令昭和18年10月(3)p.46『内令第二千百四十四號　艦艇類別等級別表中左ノ通改正ス　昭和十八年十月十五日海軍大臣嶋田繁太郎｜駆逐艦、一等卯月型ノ項中「、三日月」ヲ、同初雪型ノ項中「初雪、」ヲ、同初春型ノ項中「、有明、夕暮」ヲ、同白露型ノ項中「、江風」ヲ、同不知火型ノ項中「、嵐、萩風」ヲ、同夕雲型ノ項中「、清波」ヲ削ル｜潜水艦、一等伊百六十八型ノ項中「伊號第百六十八、」ヲ削ル』
12. ↑  #内令昭和18年10月(4)p.8『内令第二千百五十九號　驅逐隊編制中左ノ通改定セラル　昭和十八年十月十五日　海軍大臣嶋田繁太郎｜第四驅逐隊ノ項中「嵐、萩風、」ヲ、第十一驅逐隊ノ項中「初雪、」ヲ、第二十四驅逐隊ノ項中「江風、」ヲ、第二十七驅逐隊ノ項中「有明、夕暮」ヲ、第三十驅逐隊ノ項中「三日月、」ヲ、第三十一驅逐隊ノ項中「、清波」ヲ削ル』
13. ↑  #内令昭和18年10月(4)pp.9-10『内令第二千百六十一號　横須賀鎮守府在籍：驅逐艦嵐、驅逐艦萩風｜呉鎮守府隻：驅逐艦初雪｜佐世保鎮守府在籍：驅逐艦　三日月、驅逐艦有明、驅逐艦夕暮、驅逐艦江風｜舞鶴鎮守府籍：驅逐艦　清波｜右帝国驅逐艦籍ヨリ除カル｜呉鎮守府籍　伊号第百六十八潜水艦　右帝国潜水艦籍ヨリ除カル｜昭和十八年十月十五日　海軍大臣嶋田繁太郎』